# Carlo Ambrogio Lonati
Carlo Ambrogio Lonati  (baptisé Giovanni Ambrogio Leinati ; avec les variantes Lunati, Lainati, Leonati), probablement né à Milan  vers 1645, mort entre 1710 et 1715, est un compositeur, violoniste et chanteur italien.

## Biographie
En 1665-1667, Lonati travaille comme violoniste à la cour du vice-roi de Naples, Pedro Antonio de Aragón, où il a également pris des rôles de chanteur et violoniste pour l’opéra notamment  dans L'Amor de Vendetta de  Bernardo Pasquini dans le rôle de Vafrindo et Scipion l'africain de Francesco Cavalli. Puis, en raison de la fermeture du théâtre Tordinona en 1675, il a été nommé joueur de violon à l'Église Santissimo Crocifisso. Il est également suggéré que Lonati a quitté Rome et a participé à deux œuvres vénitiennes de Giovanni Legrenzi.
Par la suite, à partir de 1673, il travaille à Rome, pendant dix ans au service de la Reine Christine de Suède. C’est à partir de ce moment-là qu’il est connu comme le « Bossu de la Reine » — Il Gobbo della Regina.
De cette époque datent probablement la majorité de ses compositions pour plusieurs instruments, qui ont inspiré les œuvres de Arcangelo Corelli et Henry Purcell.
À Rome, il rencontre également Lelio Colista et Alessandro Stradella ; avec lequel, il a travaillé ultérieurement à Gênes comme impresario du théâtre Falconi. En 1684, Lonati apparaît comme  virtuose au service de Charles III Ferdinand de Mantoue, duc de Mantoue. Lonati compose son seul oratorio pour la cour de Modène, L'innocenza di Davide illesa dai furori di Saullo (« L'innocence de David le préserve de la fureur de Saül »), donné dans l'église de S. Carlo Rotondo.
Pendant les années 1680, il est en poste à la cour de Mantoue, puis passe ses dernières années à Milan, où cinq de ses dix opéras connus sont montés.
Lonati est présent à Londres sous le règne de Jacques II (roi d'Angleterre), en compagnie du célèbre chanteur Giovanni Francesco Grossi, au service de la reine d'Angleterre, Maria Beatrice d'Este. Le séjour à Londres est placé entre la fin de 1686 et 1688.
En 1691, le nom de Lonati est encore dans la liste des musiciens employés à la cour de Mantoue. À cette époque, Lonati est de plus en plus présent dans la vie musicale de Milan.
Malgré l'absence de preuve, le violoniste Francesco Geminiani continue d'être considéré comme un étudiant de Lonati,.
En 1760, Francesco Maria Veracini décrit  Carlo Ambrogio Lonati comme l'un des plus grands violonistes de son siècle.

## Œuvres
On ne sait pas si Lonati a visité la cour de l'empereur Léopold Ier, à qui il a dédié son dernier ouvrage, un ensemble de douze sonates pour violon et basse continue publiées à Salzbourg. Ces 12 sonates sont considérées comme sa meilleure composition en raison de leurs difficultés techniques et de leur gamme expressive.
La seule forme manuscrite de ses œuvres instrumentales est constituée des sonates en trio et des 12 sonates pour violon et basse continue de 1701 dédiées à Léopold Ier. Cette collection de sonates parvint à Johann Georg Pisendel à Dresde, mais il a été constaté en 1945 que les originaux avaient été perdus. Lonati avait délibérément choisi de ne pas faire imprimer son travail, afin qu'« il ne puisse tomber entre  les mains de personnes qui ne peuvent même pas lire l'horloge » comme indiqué par Veracini dans une citation littérale.
- Amor stravagante (livret de Giovanni Filippo Apolloni Amor per vendetta o vero L'Alcasta), 1677 Gènes, Teatro Falcone
- Amor per destino (livret de Nicolò Minato Antioco), 1678 Gènes
- Ariberto e Flavio, regi de Longobardi (livret de Rinaldo Cialli), 9 décembre 1684 Venise, Teatro S. Salvatore[8].
- Enea in Italia (Giacomo Francesco Bussani), 1686 Milan, Regio Teatro Nuovo
- I due germani rivali, 1686 Modène, Teatro Fontanelli
- Scipione africano (livret de Nicolò Minato), 1692 Milan, Regio Teatro ; avec Paolo Magni
- L'Aiace (livret de Pietro d'Averara), 1694 Milan, Regio Teatro ; avec Paolo Magni et Francesco Ballarotti[9]

## Discographie
- Simfoniæ Romanæ : la sonate en trio romaine avant Correli : 3 simfonias per due violini (en ré, en sol et en ut) - Academia per musica, dir. Christoph Timpe (26-28 mars 2001, Capriccio 67 025) — avec des œuvres de Stradella et Lelio Colista (OCLC 937052684).
- Roma 1670 : 3 sinfonias per due violini (en la mineur et ut majeur) - Il Concerto d'Arianna (4-5 décembre 2006, Dynamic CDS 632) — avec des œuvres de Corelli, Stradella et Mannelli (OCLC 811454115).
- Sonate da camera (extrait des 12 sonates de 1701, nos 1, 2, 3, 6 « Ciaccone ») - Ars Antiqua Austria, dir. Gunar Letzbor (7-10 mars 2016, Pan Classics PC 10363)